# Carolyn Jones
Carolyn Sue Jones (født 28. april 1930, død 3. august 1983) var en amerikansk tv- og filmskuespiller.
Hun startede som en diskjockey og spillede på scenen i permanente ensembler. Hun filmdebuterede i 1952 og blev nomineret til en Oscar for bedste kvindelige birolle for sin præstation i filmen Mens bruden venter fra 1957.
Hun havde et specielt udseende og fik ofte de mere skæve roller. En af de roller som gjorde hende populær og berømt verden over var rollen som Morticia Addams i tv-serien Familien Addams (1964-1966).

## Privatliv
I årene 1953-1964 var hun gift med tv-manden Aaron Spelling.